# Дьяков, Юрий Таричанович
Юрий Таричанович Дьяков (2 июня 1932 — 22 мая 2017) — советский и российский учёный-миколог, заведующий кафедрой микологии и альгологии МГУ (1990—2011), заслуженный профессор, доктор биологических наук.

## Биография
Родился 2 июня 1932 года в Москве. После окончания в 1955 году Академии сельскохозяйственных наук имени К. А. Тимирязева, с 1955 по 1959 год работал агрономом по защите растений, а затем главным агрономом Коминтерновской Мототракторной станции в Кагановичабадском (Колхозабадском) районе Таджикской ССР.
С 1959 по 1962 год учился в аспирантуре в Российской сельскохозяйственной академии имени К. А. Тимирязева в Москве. С 1962 по 1963 год работал научным сотрудником отдела защиты растений, а с 1963 по 1965 год заведовал лабораторией вирусологии Института картофельного хозяйства Министерства сельского хозяйства РСФСР в посёлке Коренево, Московской области. В 1965 году защитил кандидатскую диссертацию по теме  «Адаптация гриба Рhytoрhthorа infestаns к некоторым фунгицидам», присвоено звание кандидата биологических наук.
С 1965 по 1969 год работал ассистентом, а с 1969 до 1978 года доцентом кафедры низших растений биолого-почвенного (а с 1972 года биологического) факультета МГУ. В 1976 году защитил докторскую диссертацию по теме «Проблема вирулентности Рhytoрhthorа infestаns (Mont) de Bary – возбудителя фитофтороза картофеля и томатов», Дьякову присвоено звание доктора биологических наук. В 1978 году  кафедра переименована в кафедру микологии и альгологии.  С 1978 по 1990 год - служил профессором кафедры микологии и альгологии биофака МГУ. В 1982 году ВАК присвоил Ю. Т. Дьякову  звание профессора.
С 1990 по 2011 год — заведующий кафедрой микологии и альгологии биологического факультета МГУ. В 2002 году присвоено звание заслуженного профессора Московского университета. С 2012 года до конца жизни профессор Международного учебно-научного биотехнологического центра.

### Научная деятельность
Область научных интересов Ю. Т. Дьякова включала физиологию и генетику фитопатогенных грибов и фитоиммунитета, исследования парасексуального процесса у грибов, популяционную и эволюционная биология фитопатогенных грибов, позднее генетику и селекцию культивируемых съедобных грибов.

#### Направления научных исследований
- С 1959 по 1995: Исследование устойчивости грибов к фунгицидам (Phytophthora infestans, Rhizoctonia solani, Venturia inaequalis).
- С 1963 по 1988: Физиология и биохимия взаимоотношений Phytophtora infestans с картофелем и томатом (Физиологические расы, биохимия специфичности, элиситоры, фитоалексины)
- С 1969 по 1974: Генетика фитопатогенных Псевдомонад.
- С 1975 по 1985: Исследование парасексуального цикла грибов (Phytophtora infestans, Pyricularia oryzae, Thielaviopsis basicola).
- С 1980: Популяционная и эволюционная биология грибов (Phytophthora infestans, Armillaria mellea, Rhizoctonia solani, Pyricularia oryzae, Thielaviopsis basicola, Botrytis cinerea, Fusarium spp., Agaricus bisporus, Pleurotus ostreatus, Pseudoperonospora cubensis).
- С 1990: Генетика, цитогенетика и селекция культивируемых съедобны грибов: шампиньона (Agaricus bisporus) и вешенка (Pleurotus ostreatus).

### Педагогическая деятельность
Читал с 1964 по 1978 год курс «Фитопатогенные вирусы», с 1975 года - «Иммунитет растений», с 1980 по 1995 год - «Генетика грибов», с 1987 - курс низших растений («Введение в альгологию и микологию»), с 1990 -  «Фитопатология»; также подготовил и читал  курсы «Фитоиммунитет», «Как человек использует растения», «Частная ботаника. Низшие растения». Под его руководством защищено 37 кандидатских и 6 докторских диссертации

### Непрофессиональные интересы
У Ю. Т. Дьякова было два увлечения помимо его профессиональной деятельности - симфоническая музыка и история. Последние годы его особенно интересовала роль христианства в истории и социологии. Он опубликовал две книги на эту тему "История христианской церкви, рассказанная рационалистом" (2010) и "Гумманизм vs. Христианство" (2014).

## Семья
- Отец — Таричан Михайлович Дьяков (1897—1939), начальник особого отдела Памирского отряда, глава экспедиции по установлению советской власти на Памире (1922—1923), старший майор милиции (1936), репрессирован.
- Мать — Любовь Иосифовна Крейз, сотрудник ИНО ОГПУ, уволена из органов в 1938 году в связи с арестом мужа (ст. 38 пункт "в")[4]
- Жена — Татьяна Николаевна Дьякова, урождённая ?[3]
  - Сын — Максим Юрьевич Дьяков, миколог
- Дядя — Алексей Михайлович Дьяков (1896—1974), народный комиссар здравоохранения Таджикистана, позднее индолог.

## Основные публикации

### Книги
- Дьяков Ю.Т., Семенкова И.Г., Успенская Г.Д. Общая фитопатология с основами иммунитета. М. Колос, 1967.
- Беляев И.М., Горленко М.В., Дьяков Ю.Т., Лекомцева С.Н., Успенская Г.Д. Болезни и вредители полевых культур. Альбом. М. Россельхозиздат, 1970.
- Будашкина Е.Б., Дьяков Ю.Т., Жуковский П.М., Лекомцева С.Н., Одинцова И.Г., Хвостова В.В., Щербаков В.К. Генетические основы селекции растений на иммунитет. М. Наука, 1973, 231 с.
- Дьяков Ю.Т., Успенская Г.Д., Семенкова И.Г. Общая фитопатология с основами иммунитета. Изд. 2е, переработанное. М. Колос, 1976,
- Дьяков Ю.Т. Фитопатогенные вирусы. Изд. МГУ, 1984, 128 с.
- Дьяков Ю.Т., Дементьева М.И., Семенкова И.Г., Успенская Г.Д. Общая и сельскохозяйственная фитопатология. М. Колос, 1984, 495 с.
- Дьяков Ю.Т. О болезнях растений. М., Агропромиздат, 1985, 219 с.
- Дьяков Ю.Т., Долгова А.В. Вегетативная несовместимость у фитопатогенных грибов. М. МГУ. пп "Патент". 1995. 160 с.
- Дьяков Ю.Т. Популяционная биология фитопатогенных грибов. М. Муравей, 1998, 377 с.
- Дьяков Ю.Т. Введение в альгологию и микологию. Изд. Моск. ун-та, 2000. 187 с.
- Дьяков Ю.Т.,  Озерецковская О.Л.,  Джавахия В.Г., Багирова  С.Ф. Общая и молекулярная фитопатология. Учебное пособие. М. Общество фитопатологов, 2001,
- Дьяков Ю.Т., Шнырева А.В., Сергеев А.Ю. Ведение в генетику грибов. Учебное пособие. М. Академия. 2005. 300 с.
- Шкаликов В.А., Дьяков Ю.Т., Смирнов А.Н., Джалилов Ф.С.-У, Стройков Ю.М., Коновалов Ю.Б., Гриценко В.В. Иммунитет растений. Учебник. М. КолосС, 2005, 187 с.
- Белякова Г.А., Дьяков Ю.Т., Тарасов К.Л. Ботаника. Водоросли и грибы. Т.1. 311 с. Т.2. 310 с. М. "Академия". 2006.
- Dyakov Yu. T., Dzhavakhia V.G., Korpela T. (editors). Comprehensive and Molecular Phytopathology. Elsevier. 2007. 483 pp.
- Заикина Н.А., Коваленко А.Е., Галынкин В.А., Дьяков Ю.Т., Тишенков А.Д. Основы биотехнологии высших грибов. С-Петербург, ООО "Проспект науки", 2007. 303 с.
- Дьяков Ю.Т. (редактор) Ботаника. Курс альгологии и микологии. Изд. Московского ун-та. 2007. 554 с.
- «Основы биотехнологии высших грибов» (соавт., 2007),
- «Занимательная микология» (2013),
- «Фундаментальная фитопатология» (соавт., 2012),
- «Вегетативная несовместимость грибов» (2015),
- «Фитоиммунитет» (2016),
- «Общая фитопатология» (соавт., 2016).

### Обзорные статьи
- Дьяков Ю.Т. Системы размножения грибов и их эволюция. Микол. и фитопатол., 1999, 33, N 3, 137-149.
- Дьяков Ю.Т., Багирова С.Ф. Что общего в иммунитете растений и животных? Природа, 2001, N 11, с. 52-58.
- Дьяков Ю.Т. Фитофтороз - глобальные и внутрироссийские проблемы. Природа, 2002, N1, с.33-39.
- Дьяков Ю.Т. Ограничение численности фитопатогенных грибов с учетом их жизненных стратегий. В сб. "Культурные растения для устойчивого сельского хозяйства в XXI веке" (100 лет акад. М.С. Дунину). М. 2002, 46-63.
- Дьяков Ю.Т. Структура комплексных видов базидиальных грибов. В кн. "Новое в систематике и номенклатуре грибов". Под ред. Ю.Т. Дьякова и Ю.В. Сергеева. М. Нац. Академия микологии - Медицина для всех. 2003, 382-401.
- Дьяков Ю.Т. Грибы и растения. Природа. 2003. N5, 73-78.
- Дьяков Ю.Т. Типы устойчивости растений и их практическое использование. В сб. "Типы устойчивости растений к болезням", С-Пб, 2003, 5-9.

### Экспериментальные статьи
- Деревягина М.К., Еланский С.Н., Дьяков Ю.Т. Резистентность Phytophthora infestans к фунгициду диметоморфу. Микол. и фитопатол., 1999, 33, N3, 208- 213.
- Anikina M.I., Savenkova L.V., Dyakov Yu.T., Shaw D.S. Oogonia with multiple oospheres in Phytophthora infestans. Mycol. Res., 1999, 103, N10, 1332-1334.
- Еланский С.Н., Смирнов А.Н., Долгова А.В., Дьяков Ю.Т. Популяции Phytophthora infestans в Московской области. 1. Системы размножения. Микол. и фитопатол., 1999, 33, N5, 346-352.
- Еланский С.Н., Смирнов А.Н., Багирова С.Ф., Дьяков Ю.Т. Популяции Phytopthora infestans в Московской области. 2. Сравнение структур популяций, паразитирующих на картофеле и томатах. Микол. и фитопатол., 1999, 33, N5, 353-359.
- Dyakov Y.T., Derevjagina M.K. Dolgova A.V. Quantitative method of monitoring for fungicide resistance. J. Russ. Phtytopathol. Soc. 2000, v.1, p. 63- 68.
- Мажейко И.С., Грубе Е.Т., Камзолкина О.В., Дьяков Ю.Т. Нестабильность гомокариотических штаммов Agaricus bisporus. Микол. и фитопатол. 2000, 34, N3, 34-38.
- Dyakov Y.T., Derevjagina M.K. Late blight of potato and its control in Russia. Pesticide Outlook. 2000, v.11, p.230-232.
- Шнырева А.В., Сизова Т.П., Брагина М.П., Викторов А.Н., Дьяков Ю.Т. Микромицеты орбитального комплекса "Мир": резидентные или транзитные? Микол. и фитопатол., 2001, 53, N3, 37-42.
- Elansky S., Smirnov A., Dyakov Y., Dolgova A., Filippov A., Kozlovsky B., Kozlovskaya I., Russo P., Smart G., Fry W. Genotypic analysis of Russian isolates of Phytophthora infestans from the Moscow Region, Siberia, and Far East. European J. Phytopathol. 2001, v.149, p.605-611.
- Bagirova S.F., An Zsan Li, Dolgova A.V., Elanski S.N., Shaw D.C., Dyakov Y. T. Mutants of Phytophthora infestans resistant to dimethomorph fungicide. J. Rus. Phytopathol. Soc. 2001, v.2, p. 19-24.
- Cherepennikova-Anikina M.I., Savenkova L.V., Dolgova A.V., Shaw D.S., Dyakov Yu.T. Vegetative incompatibility of Phytopathora infestans. J. Russ. Phytopathol. Soc. 2002, v. 3, 19-32.
- Волкова В.Н., Камзолкина О.В., Козлова М.В., Дьяков Ю.Т. Сравнительная кариология штаммов Agaricus bisporus с разными типами жизненного цикла. Микол. и фитопатол., 2003, 37, N1, 30-41.
- Лаврова О.И., Еланский С.Н., Дьяков Ю.Т. Селекция штаммов Phytophthora infestans в бесполых генерациях. Ж. Российского фитопатологического общества. 2003, т.4, 1-7.
- Уланова Т.И., Еланский С.Н., Филиппов А.В., Дьяков Ю.Т., Апрышко В.П., Козловский Б.Е., Смирнов А.Н., Коффей М.Д. Устойчивость к фитофторозу некоторых перспективных линий диких Lycopersicon hirsutum. Ж. Российского фитопатологического общества. 2003, Т.4, 9-15.
- Дьяков Ю.Т. Структура комплексных видов базидиальных грибов. В кн. "Новое в систематике и номенклатуре грибов". Под ред. Ю.Т. Дьякова и Ю.В. Сергеева. М. Нац. Академия микологии - Медицина для всех. 2003, 382-401.
- Дьяков Ю.Т. Грибы и растения. Природа. 2003. № 5, 73-78.
- Дьяков Ю.Т. Типы устойчивости растений и их практическое использование. В сб. "Типы устойчивости растений к болезням", С-Пб, 2003, 5-9.
- Ахматханова Ф.Х., Дьяков Ю.Т., Петрунина Я.В., Побединская М.А., Еланский С.Н., Козловская И.Н., Козловский Б.Е., Морозова Е.В., Смирнов А.Н. Популяции Phytophthora infestans на Северном Кавказе. Микол. и фитопатол., 2004, т.38, в.3, 71-78.
- Дьяков Ю.Т. Популяционная биология и эволюция грибов. Бюлл. МОИП. 2004. 109, в. 6. С. 106-111.
- Благовещенская Е.Ю., Дьяков Ю.Т., Костенко Н.Ю. Эндофитные грибы овсяницы: выделение и искусственное инфицирование растения- хозяина. "Грибы в природных и антропогенных экосистемах. С-Петербург, 2005. Т.1, 60-62.
- Dyakov M.Yu., Kozlova M.V., Pancheva E.V., Kamzolkina O.V., Dyakov Yu.T. Structure of vegetative surface mycelium of Pleurotus pulmonarius. Там же, 172-174. Дьяков Ю.Т. Эволюция популяций Phytophthora infestans в России. Там же, 174-178.
- Благовещенская Е.Ю., Дьяков Ю.Т. Эндофитные грибы злаков. Микол. и фитопатол. 2005. 39. 3. 1-15.
- Дьяков Ю.Т. На пути к общей теории иммунитета. Журнал общей биологии. 2005. 66. N6. 451-458.
- Мажейка И.С., Коломиец О.Л., Дьяков Ю.Т., Богданов Ю.Ф. Аномалии мейоза у двуспоровых штаммов шампиньона Agaricus bisporus (Lange) Imbach. Генетика, 2006, т.42. N3. С.361-368.
- Kamzolkina O.V., Volkova V.N., Kozlova M.V., Pancheva E.V., Dyakov Y.T., Callac P. Karyological evidence for meiosis in the three different types of life cycles existing in Agaricus bisporus. Mycologia, 2006, v.98, N5, pp. 763-770.
- Дьяков Ю.Т. Иммуномодуляторы фитопатогенов и их соучастие во взаимоотношениях с растениями. "Индуцированный иммунитет сельскохозяйственных культур - важное направление в защите растений". Мат-лы 1й научно-практической конф. Большие Вяземы - СПб, 2006, 15-16.
- Дьяков Ю.Т. Адельфопаразитизм грибов и водорослей. Вестник Моск. Унив. Сер.16. Биология. 2006. N4. С.3-8.
- Белякова Г.А., Дьяков Ю.Т. Особенности строения и происхождения пластид у водорослей. Вестник Моск. Унив. Сер.16. Биология. 2006. N4. С.27-33.
- Elansky S.N., Dyakov Y.T., Mylyutina D.I., Apryshko V.P., Pobedinskaya M.A., Filippov A.V., Kozlovsky B.E., Kuznetsiova M.A., Rogozhin A.N., Statsyuk V.V. Late blight of potato in Russia. A.J. Haverkort, B.V. Anisimov (eds.). Potato Production and Innovative Technologies. Wageningen Acad. Publ. 2007. 262-273.
- Дьяков Ю.Т., Еланский С.Н. Популяционная генетика Phytophthora infestans. Микология сегодня. Т.1. 2007. С. 107- 139.
- Дьяков Ю.Т. Грибы: индивидуумы, популяции, видообразование. ЖОБ. 2008. Т.69, № 1. 10-18.